# Calanthe arisanensis
Calanthe arisanensis là một loài thực vật có hoa trong họ Lan. Loài này được Hayata mô tả khoa học đầu tiên năm 1911.